# イヴァン・アレクサンドロヴィチ (リャザン公)

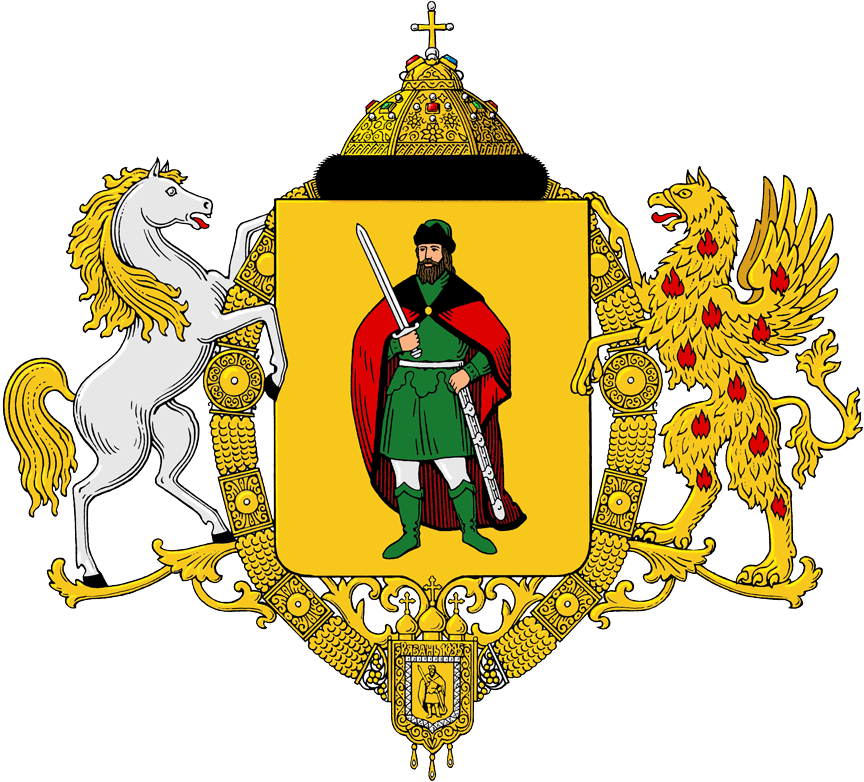
リャザンの市章

イヴァン・アレクサンドロヴィチ（ロシア語: Иван Александрович、生没年不明）は、歴代リャザン大公のうちの一人である。その在位期間は兄弟のヤロスラフ(ru)の死後（1343年）から、同じく兄弟のヴァシリーが公位に就いた年（不詳）までの間であった。また同時に、1344年から1351年にはプロンスク公でもあった。
一説によれば、リャザン公ヤロスラフ（上記のヤロスラフとは別人）の子のアレクサンドルの子であるとされる。また別の説では、プロンスク公ミハイル(ru)の子のアレクサンドルの子であるとされる。
子のオレグ(ru)はリャザン大公（在位：1349年 - 1402年）としてジョチ・ウルスから独立した人物であり、リャザンの市章はオレグをモチーフとしている。